# Jason Earles
Jason Daniel Earles (* 26. dubna 1977 San Diego) je americký herec a komediant, známý díky své roli Jacksona Stewarta z Disney Channel sitkomu Hannah Montana a Sensei Rudy v novém Disney XD seriálu Kickin' It.

## Filmografie (výběr)
- 2003: MADtv, (TV)
- 2003: The Shield (TV)
- 2003: Námořní vyšetřovací služba (Navy NCIS), (TV)
- 2004: Still Standing (TV)
- 2004: Table 6
- 2004: Lovci pokladů (National Treasure)
- 2005: Phil of the Future (TV)
- 2005: Prci, prci, prcičky: Na táboře (American Pie Presents Band Camp)
- 2005: Special Ed
- 2006–2011: Hannah Montana, (TVS)
- 2007: Gordon Glas
- 2008: Boston Legal, (TVS)
- 2009: Dadnapped
- 2009: Hannah Montana: The Movie
- 2011-: Kickin’ It (TVS)